# André Hodeir
André Hodeir, né le 22 janvier 1921 à Paris 9e et mort le 1er novembre 2011 au Chesnay, est un violoniste, compositeur, arrangeur, critique musical et écrivain français.

## Biographie
Sa formation initiale est celle d'un violoniste et compositeur classique : élève du Conservatoire de Paris, où il suit en particulier la classe d'analyse d'Olivier Messiaen, il en sort avec trois premiers prix : fugue, harmonie, histoire de la musique. Parallèlement à ses études, il découvre le jazz, et entreprend une réflexion sur les formes de la musique tant jazz que classique.
Hodeir est le fondateur et directeur du « Jazz Groupe de Paris », en 1954, formation de neuf musiciens dont Bobby Jaspar, Pierre Michelot et Nat Peck, pour laquelle il écrivit notamment les deux Livres d'Essais (1954 et 1956).
Hodeir fait également une carrière prolifique de compositeur de musiques de films, le plus souvent en association avec son ami Henri Crolla, pour des cinéastes aussi divers que Georges Franju, Pierre Prévert, Agnès Varda, Michel Boisrond, Yves Ciampi, Maurice Delbez, Charles Belmont, etc. Quelques-unes de ces musiques de films donnéent lieu à des collaborations avec le Jazz Groupe de Paris : Le Palais idéal pour Ado Kyrou, la Jazz Cantata pour le film Chutes de pierres, danger de mort de Michel Fano…
Il fonde son propre orchestre dans les années soixante : Catalyse, Arte della commedia dell', Transplantation, Crepuscule with Nelly, etc., rendus publics par le disque de Martial Solal, en 1984)[C'est-à-dire ?]. Il compose en 1966 la monumentale cantate de jazz Anna Livia Plurabelle, sur le texte de James Joyce, puis en 1972 Bitter Ending, pour les Swingle Singers. Il écrit un quintette de jazz sur le monologue final de Finnegans Wake.

## Style
Le nom d'André Hodeir, comme compositeur, reste attaché à une écriture méticuleuse et détaillée, dont on a souvent négligé d'apercevoir l'extrême sensibilité. Hodeir a surtout cherché à concilier son goût de l'écriture et son amour de l'improvisation de jazz, en préservant la place de celle-ci jusque dans les contextes qui lui étaient le moins favorables : formes complexes et de longue durée, atonalité occasionnelle, texture d'arrière-plan extrêmement mobile, harmoniquement complexe, souvent plus contrapuntique que d'ordinaire, etc. L'un des effets les plus paradoxaux de ce désir de conserver la phrase d'improvisation de son temps jusque dans l'écriture la plus poussée et la plus contrôlée, s'est manifesté, à la fin des années 1960, par le concept d'improvisation simulée.[réf. nécessaire]

## Publications
André Hodeir commence à écrire dès 1945 dans le Bulletin du Hot Club de France, puis dans Jazz Hot, dont il sera rédacteur en chef de 1947 à 1951. Il est également rédacteur en chef de la revue Panorama de la musique entre 1974 et 1976.
Il publie en 1945 Le Jazz cet inconnu, inspiré par les conceptions d'Hugues Panassié, président du Hot Club de France. L'apparition du bebop l'amène à revoir ses positions, et il publie en 1948 Introduction à la musique de jazz. Un recueil en partie constitué de ses articles publiés dans Jazz Hot voit le jour en 1954, Hommes et problèmes du jazz (Jazz, its Evolution and Essence, pour la version américaine, en 1956). Suivent d'autres recueils, comme Toward Jazz (1961, réédité partiellement et différemment en français sous le titre Jazzistiques).
Il a également publié plusieurs ouvrages consacrés à la musique classique ou contemporaine (Les Formes de la musique, 1951 ; La Musique étrangère contemporaine, 1954 ; La musique depuis Debussy, 1961 - dans lequel transparait son admiration pour le compositeur Jean Barraqué)
Il publie Les Mondes du jazz en 1970, « fausse fiction » magistrale écrite tout au long des années soixante, et qui annonce son entrée dans le monde littéraire. Il écrira ainsi des récits autobiographiques (Play-back, 1983 ; Le Joueur de violon, 1987), des nouvelles (Si seulement la vie, 2001 ; Le Rire de Swann, 2006) ainsi que de nombreux contes et romans pour enfants, dont Les Trois Bouteilles de Warwick (1966) et Cléopâtre (1967), illustrés par Tomi Ungerer.

### Les douze principes du compositeur de Jazz
Dans son livre Les mondes du Jazz (1970), Hodeir attribue à un compositeur finlandais fictif, Matti Jarvinen, douze principes de composition :
1. L'écriture jazzistique moderne est la clef d'une recréation du système tonal, dont la dissonance contrôlée assume la cohérence.
2. Le mouvement ne peut remplacer la masse, ni la masse le mouvement ; mais ils peuvent se compenser.
3. Qui n'écrit pour le plaisir de l'instrumentiste ne peut espérer recevoir de lui quelque joie en retour.
4. Si vous ne voulez pas que de la beauté naisse la laideur, informez vous de ce que l'exécutant peut exécuter et n'attendez pas de lui ces miracles que vous seul pouvez concevoir.
5. Là où dix instruments suffisent, c'est une faute professionnelle que d'en faire jouer douze.
6. L'orchestre n'est plus ce gâteau que l'on découpait toujours dans le même sens.
7. Si la voix est un instrument, elle n'a pas de mots à prononcer.
8. La lecture, sinon l'écriture, est un fardeau trop lourd pour qui veut jouer la comédie de l'improvisation écrite.
9. La stéréophonie est un art de studio et la direction d'orchestre est un art de studio : un compositeur de jazz doit apprendre les arts de studio.
10. Il faut se garder de fabriquer des « formes jazzistiques » qui seraient inévitablement le décalque de la cantate et du concerto.
11. S'il y a une tradition à détruire, il faut savoir pourquoi, et si l'on veut en remplacer un élément, il faut savoir par quoi.
12. Comment diversifier le jazz sans le tuer et comment ne mourrait-il pas s'il ne se diversifiait ?

## Discographie
- 1949 : Autour d'un récif & St Tropez (Swing M33-343)
- 1954 : The Vogue Sessions (BMG, R/1999)
- 1956 : Le Jazz Groupe de Paris joue André Hodeir (coll. Jazz in Paris, Universal, R/2001)
- 1957 : The Alphabet et autres essais (non réédité en Cd)
- 1958 : Les tripes au soleil (Fontana 460 634 ME)
- 1959 : Kenny Clarke's Sextet joue André Hodeir (coll. Jazz in Paris, Universal, R/2002)
- 1960 : Jazz et jazz (coll. Jazz in Paris, Universal, R/2004)
- 1966 : Anna Livia Plurabelle (Philips PHS 900-255, Epic 8044)
- 1972 : Bitter Ending (non réédité en Cd)
- 1984 : Martial Solal et son orchestre jouent André Hodeir (Carlyne Music, 1984)
- 1993 : Anna Livia Plurabelle (direction : Patrice Caratini) (LabelBleu LBLC 6563)

## Publications

### Musicologie

#### Publications livresques
- 1945 : Le Jazz, cet inconnu (suivi de La Religion du jazz), préface de Charles Delaunay, Éditions France-Empire, collection Harmoniques
- 1948 : Introduction à la musique de jazz, Éditions Larousse
- 1951 : Les Formes de la musique, Presses universitaires de France, coll. Que sais-je ? no 478
- 1954 : Hommes et problèmes du jazz, Flammarion, Au portulan ; réédition : Marseille, Parenthèses, coll. "Epistrophy", 1981.
- 1954 : La Musique étrangère contemporaine, Presses universitaires de France, coll. "Que sais-je ?".
- 1961 : La Musique depuis Debussy, Presses universitaires de France.
- 1961 : Toward Jazz, édition française publiée sous le titre Jazzistiques, Parenthèses, coll. "Epistrophy", 1984.
- 1970 : Les Mondes du jazz ; réédition : Rouge Profond, coll. "Birdland", 2004.
- 2003 : Le B-A-Be du Bop, Rouge Profond, coll. "Birdland".
- 2006 : The André Hodeir Jazz Reader, publication révisée de l'ensemble de ses œuvres consacrées au jazz en langue anglaise, University of Michigan Press.

#### Publications d’articles
- 1960 : Serialism and Developments in Western Music since Webern, chez Rollo Myersin, « Twentieth Century Music », « Calderbook » (n°70), J. Calder, London.
- 1962 : Trois analyses. Dans « Les Cahiers du Jazz » (n°7).
- 1973 : L'espace tonal. Dans « Panorama instrumental » (n° 47 & 48).
- 1987 : Le jazz: un enfant adoptif. Co-publication avec Lucien Malson dans « InHarmoniques (Musiques, identités) » (n°2), mai 1987.
- 1991 : Un peu de piano préparé littéraire… Dans « Six musiciens enquête d'auteur (entretiens avec Alain Galliari). Pro Musica, Isles-lès-Villenoy.
- 1994 : Ça ne veut rien dire / It Don't Mean a Thing. Dans « International Jazz Archives Journal ».
- 1995 : Deux temps à la recherche. Dans « Musurgia » (n°3).
- 1995 : To Hear all about Anna Livia. Dans « International Jazz Archives Journal ».

### Romans et nouvelles
- 1983 : Play-Back, Éditions de Minuit (roman).
- 1987 : Musikant, Éditions du Seuil (roman).
- 1994 : Mat et Brian, Stock (roman).
- 2001 : Si seulement la vie, Joëlle Losfeld (recueil de nouvelles).
- 2006 : Le Rire de Swann, Rouge Profond, coll. "Birdland" (recueil de nouvelles).

### Ouvrages pour la jeunesse
- 1966 : Les trois bouteilles de Warwick, illustré par Tomi Ungerer, L'École des loisirs
- 1966 : Cléopâtre, illustré par Tomi Ungerer, L'École des loisirs
- 1980 : Mouna et le petit fantôme, illustré par Alain Gauthier, Éditions de l'Amitié, Rouge et noire
- 1983 : Les Aventures de la chevalière, illustré par Anne Romby, Hachette Jeunesse
- 1983 : La Chevalière et le panache blanc, illustré par Anne Romby, Hachette Jeunesse
- 1988 : Allo Alcide, illustré par Véronique Arendt, Casterman, Je commence à lire